# Ophiocreas willsi
Ophiocreas willsi är en ormstjärneart som beskrevs av McKnight 2000. Ophiocreas willsi ingår i släktet Ophiocreas och familjen Asteroschematidae. Inga underarter finns listade i Catalogue of Life.